# Vedbo härad
Förväxla ej med Norra och Södra Vedbo härader i Småland, som utgjorde det gamla "smålandet" Vedbo.
Vedbo härad var ett härad i nordvästra Dalsland, inom de nuvarande kommunerna Bengtsfors  och Dals-Ed. Häradets areal var 1 874,38 kvadratkilometer varav 1 586,46 land. Häradet hade sitt tingsställe i Alltorp i Ödskölts socken fram till 1941, varefter häradsrätten flyttade till Bengtsfors.

## Geografi
Trakten är rik på skogar och sjöar. 

## Socknar
I nuvarande Bengtsfors kommun
- Ärtemark
- Torrskog
- Laxarby
- Vårvik
- Steneby
- Tisselskog
- Bäcke
- Ödskölt

I nuvarande Dals-Eds kommun
- Dals-Ed
- Håbol
- Nössemark
- Rölanda
- Gesäter
- Töftedal

samt 
- Bengtsfors köping

## Län, fögderier, domsagor, tingslag och tingsrätter
Häradet hörde mellan 1634 och 1998 till Älvsborgs län, därefter till Västra Götalands län. Församlingarna ingår i Karlstads stift.
Häradets socknar hörde till följande fögderier:
- 1686–1715 Dalslands fögderi
- 1716–1945 Vedbo fögderi
- 1946–1966 Melleruds fögderi för Bäcke, Ödskölts, Dals-Eds, Mellerud, Rölanda, Gesäters och Töftedals socknar, från 1952 för Håbols socken
- 1946–1990 Åmåls fögderi från 1967 för Bäcke, Ödskölts och Dals-Eds, Melleruds, Rölanda, Gesäters och Töftedals socknar, mellan 1946 och 1951 samt från 1967 för Håbols socken

Häradets socknar tillhörde följande domsagor, tingslag och tingsrätter:
- 1680-1947 Vedbo tingslag i 
  - 1680–1769 Tössbo, Vedbo, Nordals, Sundals och Valbo häraders domsaga
  - 1770–1947 Tössbo och Vedbo härads domsaga även benämnd Norra Dalslands domsaga
- 1948–1970 Tössbo och Vedbo tingslag i Norra Dalslands domsaga

- 1971–1999 Åmåls tingsrätt och dess domsaga, före 1974 benämnd Tössbo och Vedbo tingsrätt

- 1999– Vänersborgs tingsrätt och dess domsaga